# Redbox Bowl
Pour les articles homonymes, voir Emerald.
Le San Francisco Bowl (anciennement connu sous les noms de , Diamond Walnut San Francisco Bowl (2002 et 2003),Emerald Bowl (2004 à 2009), Kraft Fight Hunger Bowl (2010-2012), Fight Hunger Bowl (2013), Foster Farms Bowl ou plus récemment encore Redbox Bowl (2018-2020)), est un match annuel de football américain de niveau universitaire d'après saison régulière organisé sous l'égide de la NCAA depuis 2002.
Il s'est déroulé entre 2002 et 2013 à San Francisco (Californie) au AT&T Park.
En 2014, le match est déplacé et se joue au nouveau stade de Santa Clara (Californie), le Levi's Stadium à la suite d'une décision prise le 20 novembre 2012 par les responsables du Bowl ainsi que par l'équipe des San Francisco 49ers .
Fin juillet 2020, les organisateurs annulent le match à la suite de la pandémie de Covid-19 aux États-Unis. Également à cette époque, les 49ers prennent la décision de ne pas renouveler l'accord de location de leurs installations pour accueillir le bowl.
Le 10 septembre 2021, l'édition de 2021 est également annulée  à défaut d'accord avec un nouveau sponsor et avec les médias télévisés,.
La dotation en 2014 était de 1 850 000 US$ répartis comme suit :
- 1 000 000 US$ pour l'équipe issue de la  Pac-12 (comme en 2013)
- 850 000 US$ pour l'autre équipe (comme en 2013)

## Histoire
Le match est un des trois bowl universitaires à se jouer dans un stade spécifiquement destiné au baseball, soit comme pour le Beef 'O' Brady's Bowl de St. Petersburg (Floride) joué au Tropicana Field et le Pinstripe Bowl de New York joué au Yankee Stadium.
En 2010, la société Kraft Foods devient le sponsor de l’événement entraînant le changement du nom du bowl. Ce sponsoring est à mettre en liaison avec une action lancée par cette société dans le cadre plus global de lutte contre la faim .
En août 2014, la page web du site officiel du bowl indiquait comme nom officiel de l’événement, le San Francisco Bowl. Cependant le 11 novembre 2014, les organisateurs annoncent qu'un contrat de sponsoring de plusieurs années a pu être conclu avec la société Foster Farms basée en Californie du Nord et spécialisée dans la volaille, modifiant à nouveau le nom du bowl.
Le 12 juillet 2016, la franchise NFL des 49ers de San Francisco déclare qu'elle a pris en charge la gestion du Foster Farms Bowl en lieu et place de la San Francisco Bowl Game Association et qu'un nouveau contrat de quatre ans a été conclu avec la chaîne télévisée Fox Sports pour les droits de retransmission de l'événement en remplacement d'ESPN.
En septembre 2018, la société Redbox (en) (une chaîne de magasins de location de vidéos) annonce qu'elle devient le nouveau sponsor du nom du bowl,.

## Dans un Stade de Baseball
L'AT&T Park de San Francisco Californie étant un stade originellement construit pour le baseball, quelques aménagements doivent avoir lieu pour la pratique du football américain.
C'est ainsi que les bancs des deux équipes se retrouvent le long de la même longueur de terrain. Elles sont uniquement séparées par une barrière placée aux 50 yards. Une tribune temporaire est érigée derrière ces bancs.
Le terrain en configuration football est axé Sud/Ouest - Nord/Est.
L'end-zone sud est donc la plus proche de la première base, la nord étant située près du mur côté gauche du terrain de baseball.
La tribune démontable vient donc se placer parallèlement à une ligne reliant la 1re à la 2e base du terrain de baseball.
Ces aménagements sont probablement une des causes du départ du Bowl  en 2014 vers le Levi's Stadium à Santa Clara Californie, stade où évoluent déjà les San Francisco 49ers, équipe de NFL.

## Liens avec les Conférences
Le Fight Hunger Bowl avait un contrat pour accueillir la 6e équipe éligible de la Pac-12 pour les années 2010 à 2013.
De multiples contrats ont déterminé quelles équipes seraient leurs adversaires.
En 2011, ce sont les Fighting Illini de l'Illinois qui jouèrent en remplacement des Black Knights de l'Army qui n'étaient pas éligibles pour un bowl.
En 2012, ce furent les Midshipmen de la Navy et en 2013 les Cougars de BYU. Si ces deux équipes n'avaient pas été éligibles, elles auraient été remplacées par une équipe de l'ACC ou de la MAC.
Pour la saison 2014, les deux équipes qui seront sélectionnées sont, l'une issue de la Pac-12, l'autre issue de la Big Ten.

## Anciennes dénominations
- San Francisco Bowl (2002)
- Diamond Walnut San Francisco Bowl (2002–2003)
- Emerald Bowl (2004–2009)
- Kraft Fight Hunger Bowl (2010–2012)
- Fight Hunger Bowl (2013)
- Foster Farms Bowl (2014-2017)

## Anciens sponsors
- Diamond Foods (en), Inc. (2002–2009)
- Kraft Foods (2010–2012)
- Foster Farms (en) (2014-2017)
- Redbox (en) (2018-2020)

## Anciens Logos

2018-2020
2014-2017
2013
2010 - 2012
2005 - 2009
2003-2004
2002-2003

## Palmarès
(nombre de victoires-nombre de défaites) indique les statistiques de l'équipe au terme de la saison en ce y compris le résultat du bowl.
| Noms du Bowl            | Dates            | Vainqueurs *                                                                 | Scores                                                                       | Finalistes *                                                                 | Assistances                                                                  | Conférences                                                                  | Notes                                                                        |                                                                              |
| ----------------------- | ---------------- | ---------------------------------------------------------------------------- | ---------------------------------------------------------------------------- | ---------------------------------------------------------------------------- | ---------------------------------------------------------------------------- | ---------------------------------------------------------------------------- | ---------------------------------------------------------------------------- | ---------------------------------------------------------------------------- |
| San Francisco Bowl      | 31 décembre 2002 | Hokies de Virgina Tech (10-4)                                                | 20-13                                                                        | Falcons d'Air Force (8-5)                                                    | 25 966                                                                       | Big East - MWC                                                               | Note                                                                         |                                                                              |
| San Francisco Bowl      | 31 décembre 2003 | Eagles de Boston College (8-5)                                               | 35-21                                                                        | Rams de Colorado State (7-6)                                                 | 25 621                                                                       | Big East - MWC                                                               | Note                                                                         |                                                                              |
| Emerald Bowl            | 30 décembre 2004 | Midshipmen de la Navy (10-2)                                                 | 34-19                                                                        | Lobos de New Mexico (7-5)                                                    | 30 563                                                                       | Indépendants - MWC                                                           | Note                                                                         |                                                                              |
| Emerald Bowl            | 29 décembre 2005 | Utes d'Utah (7-5)                                                            | 38-10                                                                        | Yellow Jackets de Georgia Tech (7-5)                                         | 25 742                                                                       | MWC - ACC                                                                    | Note                                                                         |                                                                              |
| Emerald Bowl            | 27 décembre 2006 | Seminoles de Florida State (7-6)                                             | 44-27                                                                        | Bruins de l'UCLA (7-6)                                                       | 40 331                                                                       | ACC - Pac-10                                                                 | Note                                                                         |                                                                              |
| Emerald Bowl            | 28 décembre 2007 | Beavers d'Oregon State (9-4)                                                 | 21-14                                                                        | Terrapins de Maryland (6-7)                                                  | 32 517                                                                       | Pac-10 - ACC                                                                 | Note                                                                         |                                                                              |
| Emerald Bowl            | 27 décembre 2008 | Golden Bears de la California (9-4)                                          | 24-17                                                                        | Hurricanes de Miami (7-6)                                                    | 42 268                                                                       | Pac-10 - ACC                                                                 | Note                                                                         |                                                                              |
| Emerald Bowl            | 26 décembre 2009 | Trojans de l'USC (9-4)                                                       | 24-13                                                                        | Eagles de Boston College (8-5)                                               | 40 121                                                                       | Pac-10 - ACC                                                                 | Note                                                                         |                                                                              |
| Kraft Fight Hunger Bowl | 9 janvier 2011   | Wolf Pack du Nevada (13-1)                                                   | 20-13                                                                        | Eagles de Boston College (7-6)                                               | 41 063                                                                       | WAC - ACC                                                                    | Note                                                                         |                                                                              |
| Kraft Fight Hunger Bowl | 31 décembre 2011 | Fighting Illini d'IIlinois (7-6)                                             | 20-14                                                                        | Bruins de l'UCLA (6-8)                                                       | 29 878                                                                       | Big Ten - Pac-12                                                             | Note                                                                         |                                                                              |
| Fight Hunger Bowl       | 29 décembre 2012 | Sun Devils d'Arizona State (8-5)                                             | 62-28                                                                        | Midshipmen de la Navy (8-5)                                                  | 34 172                                                                       | Pac-12 - Indépendants                                                        | Note                                                                         |                                                                              |
| Fight Hunger Bowl       | 27 décembre 2013 | Huskies de Washington (9-4)                                                  | 45-21                                                                        | Cougars de BYU (8-5)                                                         | 34 136                                                                       | Pac-12 - Indépendants                                                        | Note                                                                         |                                                                              |
| Foster Farms Bowl       | 30 décembre 2014 | Cardinal de Stanford (8-5)                                                   | 31-16                                                                        | Terrapins du Maryland (7-6)                                                  | 34 780                                                                       | Big Ten - Pac-12                                                             | Note                                                                         |                                                                              |
| Foster Farms Bowl       | 26 décembre 2015 | Cornhuskers du Nebraska (5-7)                                                | 37-29                                                                        | Bruins de l'UCLA (8-4)                                                       | 33 527                                                                       | Big Ten - Pac-12                                                             | Note                                                                         |                                                                              |
| Foster Farms Bowl       | 28 décembre 2016 | #19 Utes de l'Utah (8–4)                                                     | 26-24                                                                        | Hoosiers de l'Indiana (6–6)                                                  | 27 608                                                                       | Pac-12 - Big Ten                                                             | Note                                                                         |                                                                              |
| Foster Farms Bowl       | 27 décembre 2017 | Boilermakers de Purdue (6-6)                                                 | 38-35                                                                        | Wildcats de l'Arizona (7–5)                                                  | 28 436                                                                       | Big Ten - Pac-12                                                             | Note                                                                         |                                                                              |
| Redbox Bowl             | 31 décembre 2018 | Ducks de l'Oregon (8-4)                                                      | 70-0                                                                         | Spartans de Michigan State (7-5)                                             | 30 212                                                                       | Pac-12 - Big Ten                                                             | Note                                                                         |                                                                              |
| Redbox Bowl             | 30 décembre 2019 | Golden Bears de la Californie (7-5)                                          | 35-20                                                                        | Fighting Illini de l'Illinois (6-6)                                          | 34 177                                                                       | Pac-12 - Big Ten                                                             | Note                                                                         |                                                                              |
| Redbox Bowl             | 2020             | Annulé à la suite de la pandémie de Covid-19 aux États-Unis.                 | Annulé à la suite de la pandémie de Covid-19 aux États-Unis.                 | Annulé à la suite de la pandémie de Covid-19 aux États-Unis.                 | Annulé à la suite de la pandémie de Covid-19 aux États-Unis.                 | Annulé à la suite de la pandémie de Covid-19 aux États-Unis.                 | Annulé à la suite de la pandémie de Covid-19 aux États-Unis.                 | Annulé à la suite de la pandémie de Covid-19 aux États-Unis.                 |
| San Francisco Bowl      | 2021             | Annulé à la suite de l'absence d'accord avec la télévision et/ou un sponsor. | Annulé à la suite de l'absence d'accord avec la télévision et/ou un sponsor. | Annulé à la suite de l'absence d'accord avec la télévision et/ou un sponsor. | Annulé à la suite de l'absence d'accord avec la télévision et/ou un sponsor. | Annulé à la suite de l'absence d'accord avec la télévision et/ou un sponsor. | Annulé à la suite de l'absence d'accord avec la télévision et/ou un sponsor. | Annulé à la suite de l'absence d'accord avec la télévision et/ou un sponsor. |

## Meilleurs joueurs (MVP)
Mis à jour le 31 décembre 2019
| Dates                      | Joueurs(s)           | Équipes        | Postes |
| -------------------------- | -------------------- | -------------- | ------ |
| 31 décembre 2002           | Bryan Randall        | Virginia Tech  | QB     |
| 31 décembre 2002           | Anthony Schlegel     | Air Force      | LB     |
| 31 décembre 2003           | Derrick Knight       | Boston College | RB     |
| 31 décembre 2003           | T. J. Stancil        | Boston College | FS     |
| 30 décembre 2004           | Aaron Polanco        | Navy           | QB     |
| 30 décembre 2004           | Vaughn Keley         | Navy           | CB     |
| 29 décembre 2005           | Travis LaTendresse   | Utah           | WR     |
| 29 décembre 2005           | Eric Weddle          | Utah           | CB     |
| 27 décembre 2006           | Lorenzo Booker       | Florida State  | RB     |
| 27 décembre 2006           | Tony Carter          | Florida State  | CB     |
| 28 décembre 2007           | Yvenson Bernard      | Oregon State   | RB     |
| 28 décembre 2007           | Derrick Doggett      | Oregon State   | LB     |
| 17 décembre 2008           | Jahvid Best          | California     | RB     |
| 17 décembre 2008           | Zack Follett         | California     | LB     |
| 26 décembre 2009           | Damian Williams      | USC            | WR     |
| 26 décembre 2009           | Luke Kuechly         | Boston College | LB     |
| 9 janvier 2011 Saison 2010 | Rishard Matthews     | Nevada         | WR     |
| 9 janvier 2011 Saison 2010 | Luke Kuechly         | Boston College | LB     |
| 31 décembre 2011           | Nathan Scheelhaase   | Illinois       | QB     |
| 31 décembre 2011           | Terry Hawthorne      | Illinois       | DB     |
| 29 décembre 2012           | Marion Grice         | Arizona State  | RB     |
| 29 décembre 2012           | Will Sutton          | Arizona State  | DT     |
| 27 décembre 2013           | Bishop Sankey        | Washington     | RB     |
| 27 décembre 2013           | Hau'oli Kikaha       | Washington     | DE     |
| 30 décembre 2014           | Kevin Hogan          | Stanford       | QB     |
| 30 décembre 2014           | James Vaughters      | Stanford       | LB     |
| 26 décembre 2015           | Tommy Armstrong, Jr. | Nebraska       | QB     |
| 26 décembre 2015           | Jaleel Wadood        | UCLA           | DB     |
| 26 décembre 2016           | Joe Williams         | Utah           | RB     |
| 26 décembre 2016           | Tegray Scales        | Indiana        | LB     |
| 27 décembre 2017           | Elijah Sindelar      | Purdue         | QB     |
| 27 décembre 2017           | Ja'Whaun Bentley     | Purdue         | LB     |
| 31 décembre 2018           | Dillon Mitchell      | Oregon         | WR     |
| 31 décembre 2018           | Josiah Scott         | Michigan State | CB     |
| 30 décembre 2019           | Chase Garbers        | California     | QB     |
| 30 décembre 2019           | Zeandae Johnson      | California     | DE     |

## Statistiques
Mis à jour le 31 décembre 2019
| Rang | Équipes                        | Apparitions | G-P |
| ---- | ------------------------------ | ----------- | --- |
| 1    | Eagles de Boston College       | 3           | 1-2 |
| 2    | Bruins de l'UCLA               | 3           | 0-3 |
| 3    | Utes de l'Utah                 | 2           | 2-0 |
| 3    | Golden Bears de la Californie  | 2           | 2-0 |
| 5    | Midshipmen de la Navy          | 2           | 1-1 |
| 5    | Fighting Illini de l'Illinois  | 2           | 1-1 |
| 7    | Terrapins du Maryland          | 2           | 0-2 |
| 8    | Sun Devils d'Arizona State     | 1           | 1-0 |
| 8    | Seminoles de Florida State     | 1           | 1-0 |
| 8    | Cornhuskers du Nebraska        | 1           | 1-0 |
| 8    | Wolf Pack du Nevada            | 1           | 1-0 |
| 8    | Ducks de l'Oregon              | 1           | 1-0 |
| 8    | Beavers d'Oregon State         | 1           | 1-0 |
| 8    | Boilermakers de Purdue         | 1           | 1-0 |
| 8    | Cardinal de Stanford           | 1           | 1-0 |
| 8    | Trojans de l'USC               | 1           | 1-0 |
| 8    | Hokies de Virginia Tech        | 1           | 1-0 |
| 8    | Huskies de Washington          | 1           | 1-0 |
| 19   | Falcons de l'Air Force         | 1           | 0-1 |
| 19   | Wildcats de l'Arizona          | 1           | 0-1 |
| 19   | Cougars de BYU                 | 1           | 0-1 |
| 19   | Rams de Colorado State         | 1           | 0-1 |
| 19   | Yellow Jackets de Georgia Tech | 1           | 0-1 |
| 19   | Hoosiers de l'Indiana          | 1           | 0-1 |
| 19   | Hurricanes de Miami            | 1           | 0-1 |
| 19   | Spartans de Michigan State     | 1           | 0-1 |
| 19   | Lobos du Nouveau-Mexique       | 1           | 0-1 |

| Conférences  | Apparitions | G | P | %    |
| ------------ | ----------- | - | - | ---- |
| AAC          | 2           | 2 | 0 | 100  |
| WAC          | 1           | 1 | 0 | 100  |
| Pac-12       | 13          | 9 | 4 | 69,2 |
| Big Ten      | 7           | 3 | 4 | 42,8 |
| Indépendants | 3           | 1 | 2 | 33,3 |
| MW           | 4           | 1 | 3 | 25   |
| ACC          | 6           | 1 | 5 | 16,7 |

1. ↑  Depuis 2013, certaines universités ont changé de conférences modifiant la composition de la Big East Conference qui deviendra l'American Athletic Conference tout en conservant les résultats de la défunte Big East Conference